# Labbezanga
Labbezanga (ou Labbezenga) est un village du sud du Mali, situé au bord du fleuve Niger et de la frontière entre le Mali et le Niger.
Le camp militaire de Labbezanga a fait l'objet d'une attaque jihadiste durant la Guerre du Mali le 3 décembre 2023.